# Monochamus
Monochamus is een kevergeslacht uit de familie van de boktorren (Cerambycidae). De wetenschappelijke naam van het geslacht werd voor het eerst geldig gepubliceerd in 1821 door Dejean.

## Soorten
Monochamus omvat de volgende soorten:
- Monochamus triangularis Breuning, 1935
- Monochamus diores (Dillon & Dillon, 1959)
- Monochamus philomenus (Dillon & Dillon, 1959)
- Monochamus camerunensis Aurivillius, 1903
- Monochamus pseudotuberosus Breuning, 1936
- Monochamus reticulatus (Dillon & Dillon, 1959)
- Monochamus variegatus (Aurivillius, 1925)
- Monochamus griseoplagiatus Thomson, 1858
- Monochamus irrorator Chevrolat, 1855
- Monochamus murinus Gahan, 1888
- Monochamus ruspator (Fabricius, 1781)
- Monochamus scabiosus Quedenfeldt, 1882
- Monochamus tropicalis (Dillon & Dillon, 1961)
- Monochamus stuhlmanni Kolbe, 1894
- Monochamus accri (Dillon & Dillon, 1959)
- Monochamus pictor Bates, 1884
- Monochamus x-fulvum Bates, 1884
- Monochamus aparus (Jordan, 1903)
- Monochamus melaleuca Jordan, 1903
- Monochamus lunifer Aurivillius, 1891
- Monochamus strandi Breuning, 1935
- Monochamus adamitus Thomson, 1857
- Monochamus pheretes (Dillon & Dillon, 1961)
- Monochamus thoas (Dillon & Dillon, 1961)
- Monochamus benito (Dillon & Dillon, 1959)
- Monochamus buquetii (Thomson, 1858)
- Monochamus franzae (Dillon & Dillon, 1959)
- Monochamus asiaticus (Hayashi, 1962)
- Monochamus spectabilis Perroud, 1855
- Monochamus tridentatus Chevrolat, 1833
- Monochamus lineolata (Dillon & Dillon, 1959)
- Monochamus africanus Breuning, 1935
- Monochamus alboscutellaris Breuning, 1977
- Monochamus nigrobasimaculatus Breuning, 1981
- Monochamus omias Jordan, 1903
- Monochamus vagus Gahan, 1888
- Monochamus kashitu (Dillon & Dillon, 1959)
- Monochamus millegranus Bates, 1891
- Monochamus affinis Breuning, 1938
- Monochamus alboapicalis (Pic, 1934)
- Monochamus alternatus Hope, 1843
- Monochamus asper Breuning, 1935
- Monochamus atrocoeruleogriseus Gilmour, 1956
- Monochamus balteatus Aurivillius, 1903
- Monochamus basifossulatus Breuning, 1938
- Monochamus basigranulatus Breuning, 1952
- Monochamus basilewskyi Breuning, 1952
- Monochamus bialbomaculatus Breuning, 1948
- Monochamus bimaculatus Gahan, 1888
- Monochamus binigricollis Breuning, 1965
- Monochamus binigromaculatus Breuning, 1959
- Monochamus bootangensis Breuning, 1947
- Monochamus borchmanni Breuning, 1959
- Monochamus burgeoni Breuning, 1935
- Monochamus carolinensis (Olivier, 1792)
- Monochamus clamator (LeConte, 1852)
- Monochamus conradti Breuning, 1961
- Monochamus convexicollis Gressitt, 1942
- Monochamus dayremi Breuning, 1935
- Monochamus densepunctatus Breuning, 1980
- Monochamus desperatus Thomson, 1857
- Monochamus fisheri Breuning, 1944
- Monochamus flavosignatus Breuning, 1947
- Monochamus flavovittatus Breuning, 1935
- Monochamus foveatus Breuning, 1961
- Monochamus foveolatus Hintz, 1911
- Monochamus fruhstorferi Breuning, 1964
- Monochamus galloprovincialis (Olivier, 1795)
- Monochamus gardneri Breuning, 1938
- Monochamus grandis Waterhouse, 1881
- Monochamus granulipennis Breuning, 1949
- Monochamus gravidus Pascoe, 1858
- Monochamus guerryi Pic, 1903
- Monochamus guttulatus Gressitt, 1951
- Monochamus hiekei Breuning, 1964
- Monochamus impluviatus Motschulsky, 1859
- Monochamus itzingeri (Breuning, 1938)
- Monochamus itzingeri Breuning, 1935
- Monochamus jordani Nonfried, 1894
- Monochamus kaszabi Heyrovský, 1955
- Monochamus kinabaluensis Hüdepohl, 1996
- Monochamus kivuensis Breuning, 1938
- Monochamus laevis Jordan, 1903
- Monochamus lamottei Lepesme & Breuning, 1952
- Monochamus latefasciatus Breuning, 1944
- Monochamus lepesmei Breuning, 1956
- Monochamus luteodispersus Pic, 1927
- Monochamus marmorator Kirby, 1837
- Monochamus maruokai Hayashi, 1962
- Monochamus masaoi Kusama & Takakuwa, 1984
- Monochamus mausoni Breuning, 1950
- Monochamus mbai Lepesme & Breuning, 1953
- Monochamus mediomaculatus Breuning, 1935
- Monochamus mutator LeConte, 1850
- Monochamus nigromaculatus Gressitt, 1942
- Monochamus nigromaculicollis Breuning, 1974
- Monochamus nigroplagiatus Breuning, 1935
- Monochamus nigrovittatus Breuning, 1938
- Monochamus nitens Bates, 1884
- Monochamus notatus (Drury, 1773)
- Monochamus obtusus Casey, 1891
- Monochamus ochreomarmoratus Breuning, 1960
- Monochamus ochreopunctatus Breuning, 1980
- Monochamus ochreosparsus Breuning, 1959
- Monochamus ochreosticticus Breuning, 1938
- Monochamus olivaceus Breuning, 1935
- Monochamus pentagonus Báguena, 1952
- Monochamus principis Breuning, 1956
- Monochamus quadriplagiatus Breuning, 1935
- Monochamus regularis (Aurivillius, 1924)
- Monochamus rhodesianus Gilmour, 1956
- Monochamus rondoni Breuning, 1965
- Monochamus rubigineus Fairmaire, 1892
- Monochamus saltuarius Gebler, 1830
- Monochamus sartor (Fabricius, 1787)
- Monochamus scutellatus (Say, 1824)
- Monochamus semicirculus Báguena, 1952
- Monochamus semigranulatus Pic, 1925
- Monochamus serratus Gahan, 1906
- Monochamus shembaganurensis Breuning, 1979
- Monochamus similis Breuning, 1938
- Monochamus sparsutus Fairmaire, 1889
- Monochamus subconvexicollis Breuning, 1967
- Monochamus subcribrosus Breuning, 1950
- Monochamus subfasciatus Bates, 1873
- Monochamus subgranulipennis Breuning, 1974
- Monochamus subtriangularis Breuning, 1971
- Monochamus sutor (Linnaeus, 1758)
- Monochamus taiheizanensis Mitono, 1943
- Monochamus talianus Pic, 1912
- Monochamus titillator (Fabricius, 1775)
- Monochamus tonkinensis Breuning, 1935
- Monochamus transvaaliensis Gilmour, 1956
- Monochamus urussovii (Fischer-Waldheim, 1806)
- Monochamus verticalis (Fairmaire, 1901)
- Monochamus villiersi Breuning, 1960